# Pselliophora divisa divisa
Pselliophora divisa divisa is een tweevleugelige uit de familie langpootmuggen (Tipulidae). De soort komt voor in het Oriëntaals gebied.